# Cyrtandra kalihii
Cyrtandra kalihii là một loài thực vật có hoa trong họ Tai voi. Loài này được Wawra mô tả khoa học đầu tiên năm 1872.